# Czarnostawiańska Siklawa
Die Czarnostawiański Siklawa ist ein Wasserfall in der polnischen Hohen Tatra bei Bukowina Tatrzańska. Das Wasser des aus dem Bergsee Czarny Staw pod Rysami fließenden Czarnostawiański Potok fällt im Tal Dolina Rybiego Potoku über mehrere Kaskaden in den Bergsee Meerauge.

## Name

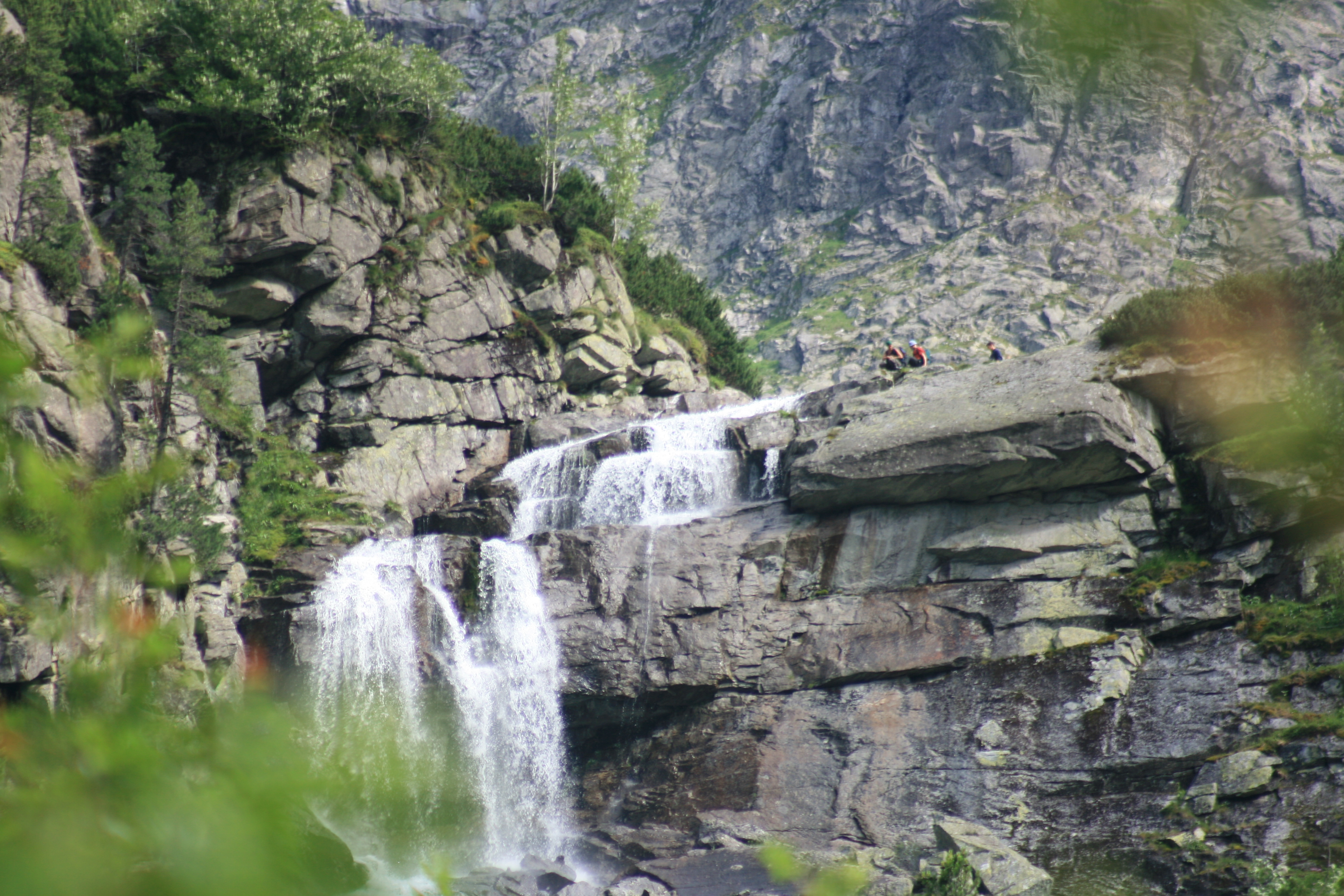
Oberste Kaskade des Wasserfalls

Der Name Czarnostawiańska Siklawa bedeutet „Schwarzseefall“.

## Flora und Fauna
Der Wasserfall liegt über der Baumgrenze.

## Tourismus
Der Wasserfall ist über einen rot markierten Wanderweg vom Bergsee Meerauge aus zu erreichen. In der Nähe des Wasserfalls befindet sich die Berghütte Schronisko PTTK nad Morskim Okiem.